# Gameren
Gameren (51° 48′ N, 5° 12′ L) é uma cidade dos Países Baixos, na província de Guéldria. Gameren pertence ao município de Zaltbommel, e está situada a 14 km, a noroeste de 's-Hertogenbosch.
Em 2001, a cidade de Gameren tinha 1288 habitantes. A área urbana da cidade é de 0.46 km², e tem 475 residências. 
A área de Gameren, que também inclui as partes periféricas da cidade, bem como a zona rural circundante, tem uma população estimada em 1940 habitantes.